# اتحادیه ذی لهار
اتحادیه ذی لهار (به لاتین: Dhulihar Union) یک منطقهٔ مسکونی در بنگلادش است که در Satkhira Sadar Upazila واقع شده‌است.